# Kanton Tours-Nord-Est
Der Kanton Tours-Nord-Est war bis 2015 ein französischer Wahlkreis im Arrondissement Tours, im Département Indre-et-Loire und in der Region Centre-Val de Loire; Vertreter im Generalrat des Départements war zuletzt von 2004 bis 2015 Frédéric Thomas. 
Der Wahlkreis umfasste den Nordosten der Stadt Tours. 